# 特雷蒙特大道車站
特雷蒙特大道車站（英語：Tremont Avenue station）是紐約地鐵IND匯集線的一個快速地鐵站，位於布朗克斯東特雷蒙特大道和大廣場交界，設有D線（任何時候停站）和B線（僅尖峰時段停站）列車服務。此站設有兩個島式月台和三條軌道。

## 車站結構
| G        | 街道層                | 出入口                                                                                |
| M        | 夾層                  | 閘機、車站詢問處                                                                      |
| P 月台層 | 北行                  | 尖峰時段往貝德福德公園林蔭路（182-183街） · 離峰時段往諾伍德-205街（182-183街）       |
| P 月台層 | 島式月台，左/右側開門 |                                                                                       |
| P 月台層 | 尖峰特快              | 黃昏尖峰時段往諾伍德-205街（福德漢姆路） · 早上尖峰時段往康尼島-斯提威爾大道（145街） |
| P 月台層 | 島式月台，左/右側開門 |                                                                                       |
| P 月台層 | 南行                  | 尖峰時段往布萊頓海灘（174-175街） · 離峰時段往康尼島-斯提威爾大道（174-175街）        |

## 外部連結
- nycsubway.org—IND Concourse: Tremont Avenue
- nycsubway.org — Uptown New York Artwork by Frank Leslie Hampton (2000) （页面存档备份，存于）
- Station Reporter — B Train
- Station Reporter — D Train
- The Subway Nut — Tremont Avenue Pictures （页面存档备份，存于）
- MTA's Arts For Transit — Tremont Avenue (IND Concourse Line)
- Echo Place entrance from Google Maps Street View
- 179th Street entrance from Google Maps Street View
- Platforms from Google Maps Street View